# Lista parlamentarilor aleși la alegerile din România din 2012
Lista parlamentarilor aleși la alegerile din România din decembrie 2012, în ordinea colegiilor uninominale.
- Cifrele din dreptul numelui reprezintă colegiul în care a fost ales parlamentarul respectiv.

## Alba
Camera Deputaților
1. Călin Potor - USL (PNL)
2. Clement Negruț - ARD (PDL)
3. Dan Coriolan Simedru - USL (PNL)
4. George Comșa - PPDD
5. Ioan Dîrzu - USL (PSD)

Senat
1. Teodor Atanasiu - USL (PNL)
2. Alexandru Pereș - ARD (PDL)

## Arad
Camera Deputaților
1. Flavius-Luigi Măduța - USL (PSD)
2. Claudia Boghicevici - ARD (PDL)
3. Ion Șcheau - PPDD
4. Mihăiță Calimente - USL (PNL)
5. Eusebiu-Manea Pistru-Popa - ARD (PDL)
6. Dorel-Gheorghe Căprar - USL (PSD)
7. Ștefan-Petru Dalca - PPDD

Senat
1. Mihai Răzvan Ungureanu - ARD (FC)
2. Ioan Cristina - USL (PNL)
3. Traian Constantin Igaș - ARD (PDL)

## Argeș
Camera Deputaților
1. Gheorghe Marin - USL (PSD)
2. Mircea Gheorghe Drăghici - USL (PSD)
3. Simona Bucura-Oprescu - USL (PSD)
4. Theodor-Cătălin Nicolescu - USL (PNL)
5. Bogdan Nicolae Niculescu Duvăz - USL (PSD)
6. Radu Costin Vasilică - USL (PSD)
7. Daniel Constantin - USL (PC)
8. Andrei Dominic Gerea - USL (PNL)
9. Cătălin-Marian Rădulescu - USL (PSD)

Mandate suplimentare
3. Mihai Deaconu - PPDD
6. Ioana-Jenica Dumitru - PPDD
9. Cătălin-Florin Teodorescu - ARD (PDL)
Senat
1. Ion Popa - USL (PNL)
2. Șerban Constantin Valeca - USL (PSD)
3. Constantin Tămagă - USL (PSD)
4. Ionuț-Elie Zisu - USL (PNL)

Mandat suplimentar
2. Iulian Cristache - PPDD

## Bacău
Camera Deputaților
1. Nicu Marcu - USL (PNL)
2. Cosmin Necula - USL (PSD)
3. Lucian-Manuel Ciubotaru - USL (PNL)
4. Lucian Șova - USL (PSD)
5. Viorica Marcu - USL (PNL)
6. Constantin Avram - USL (PC)
7. Ionel Palăr - USL (PNL)
8. Iulian Iancu - USL (PSD)
9. Viorel Hrebenciuc - USL (PSD)
10. Petru Gabriel Vlase - USL (PSD)

Mandate suplimentare
5. Ion Melinte - PPDD
6. Valerian Vreme - ARD (PDL)
7. Miron Alexandru Smarandache - PPDD
Senat
1. Dragoș Luchian - USL (PNL)
2. Vasile Nistor - USL (PC)
3. Dan Tătaru - USL (PSD)
4. Damian Drăghici - USL (UNPR)

Mandat suplimentar
4. Dumitru Marcel Bujor - PPDD

## Bihor
Camera Deputaților
1. Attila-Zoltán Cseke - UDMR
2. Szabó Ödön - UDMR
3. Lucia-Ana Varga - USL (PNL)
4. Gheorghe Costin - USL (PNL)
5. Gheorghe-Dănuț Bogdan - USL (PSD)
6. Ioan Sorin Roman - USL (PSD)
7. Sonia-Maria Drăghici - USL (PSD)
8. Ioan Cupșa - USL (PNL)
9. Florica Cherecheș - USL (PNL)

Mandate suplimentare
3. Ioan Hulea - PPDD
4. Liviu Laza-Matiuța - ARD (PDL)
Senat
1. Rozalia-Ibolya Biro - UDMR
2. Cristian Petru Bodea - USL (PNL)
3. Valeriu-Victor Boeriu - USL (PNL)
4. Florian Dorel Bodog - USL (PSD)

Mandat suplimentar
3. Găvrilă Ghilea - ARD (PDL)

## Bistrița-Năsăud
Camera Deputaților
1. Adriana-Doina Pană - USL (PSD)
2. Vasile-Daniel Suciu - USL (PSD)
3. Ioan Oltean - ARD (PDL)
4. Nechita-Stelian Dolha - USL (PNL)

Senat
1. Dorin-Mircea Dobra - USL (PNL)
2. Ioan Deneș - USL (PNL)

Mandat suplimentar
2. Daniel Cristian Florian - ARD (PDL)

## Botoșani
Camera Deputaților
1. Dumitru-Verginel Gireadă - USL (PNL)
2. Andrei Dolineaschi - USL (PSD)
3. Roxana-Florentina Anușca - USL (PNL)
4. Costel Șoptică - USL (PNL)
5. Mihai Baltă - USL (PSD)
6. Tamara-Dorina Ciofu - USL (PSD)

Mandate suplimentare
3. Liliana Mincă - PPDD
5. Cristian-Constantin Roman - ARD (FC)
Senat
1. Doina Elena Federovici - USL (PSD)
2. Petru Șerban Mihăilescu - USL (UNPR)
3. Viorel Grigoraș - USL (PNL)

Mandat suplimentar
2. Corneliu Popescu - PPDD

## Brașov
Camera Deputaților
1. Daniel-Cătălin Zamfir - USL (PNL)
2. Ion Ochi - USL (PSD)
3. Mihai-Aurel Donțu - USL (PNL)
4. Constantin Niță - USL (PSD)
5. Emil Niță - USL (PSD)
6. Ioan Adam - USL (PSD)
7. Ion Diniță - USL (PC)
8. Petre Roman - USL (PNL)

Mandate suplimentare
3. Maria Grecea - PPDD
5. Gabriel Andronache - ARD (PDL)
8. Gheorghe Ialomițianu - ARD (PDL)
Senat
1. Sebastian Grapă - USL (PNL)
2. Viorel Chiriac - USL (PSD)
3. Ioan Ghișe - USL (PNL)
4. Marius Neculoiu - USL (PNL)

Mandate suplimentare
1. Marius Coste - PPDD
3. Nicolae Vlad Popa - ARD (PDL)

## Brăila
Camera Deputaților
1. Dorin Silviu Petrea - USL (UNPR)
2. Vasile Varga - USL (PNL)
3. Viorel Marian Dragomir - USL (PSD)
4. Mihai Tudose - USL (PSD)
5. Cristian Rizea - USL (PSD)

Mandate suplimentare
2. Alexandru Nazare - ARD (PDL)
3. Marioara Nistor - PPDD
Senat
1. Ion Rotaru - USL (PSD)
2. Cătălin Boboc - USL (PNL)

Mandat suplimentar
2. Cristian Dănuț Mihai - PPDD

## Buzău
Camera Deputaților
1. George Scutaru - USL (PNL)
2. Adrian Mocanu - USL (PSD)
3. Titi Holban - USL (PNL)
4. Erland Cocei - USL (PNL)
5. Marian Ghiveciu - USL (PSD)
6. Eugen Nicolicea - USL (UNPR)
7. Ion-Marcel Ciolacu - USL (PSD)

Mandate suplimentare
5. Gheorghe Coman - PPDD
7. Cezar Preda - ARD (PDL)
Senat
1. Eugen Orlando Teodorovici - USL (PSD)
2. Doina-Anca Tudor - USL (PNL)
3. Victor Mocanu - USL (PSD)

Mandat suplimentar
3. Constantin Popa - PPDD

## Caraș Severin
Camera Deputaților
1. Ioan Benga - USL (PSD)
2. Dan-Laurențiu Tocuț - USL (PNL)
3. Ion Tabugan - USL (UNPR)
4. Valentin Rusu - USL (PNL)
5. Ion Mocioalcă - USL (PSD)

Mandate suplimentare
1. Valentin Blănariu - PPDD
5. Valeria-Diana Schelean - ARD (PDL)
Senat
1. Aurel Duruț - USL (PSD)
2. Iosif Secășan - USL (PNL)

Mandat suplimentar
2. Ion Simeon Purec - PPDD

## Călărași
Camera Deputaților
1. Daniel Florea - USL (PSD)
2. Valeriu-Andrei Steriu - USL (UNPR)
3. Dan-Ștefan Motreanu - USL (PNL)
4. Aurel Niculae - USL (PNL)
5. Raluca Surdu - USL (PNL)

Mandate suplimentare
1. Maria Dragomir - PPDD
2. Vasile Iliuță - ARD (PDL)
Senat
1. Ștefan-Liviu Tomoiagă - USL (PNL)
2. Iulian Dumitrescu - USL (PNL)

## Cluj
Camera Deputaților
1. Nechita-Adrian Oros - USL (PNL)
2. Steluța-Gustica Cătăniciu - USL (PNL)
3. Aurelia Cristea - USL (PSD)
4. Adrian Gurzău - ARD (PDL)
5. Radu Zlati - USL (PNL)
6. Cornel Itu - USL (PSD)
7. Ioan Moldovan - PPDD
8. Vicențiu-Mircea Irimie - ARD (PDL)
9. Elena-Ramona Uioreanu - USL (PNL)
10. András-Levente Máté - UDMR

Senat
1. Alin Păunel Tișe - ARD (PDL)
2. Attila László - UDMR
3. Marius-Petre Nicoară - USL (PNL)
4. Alexandru Cordoș - USL (PSD)

## Constanța
Camera Deputaților
1. Gheorghe Dragomir - USL (PNL)
2. Mihai Lupu - USL (PNL)
3. Ileana Cristina Dumitrache - USL (PSD)
4. Radu Babuș - USL (PSD)
5. Victor-Gheorghe Manea - USL (PNL)
6. Eduard-Stelian Martin - USL (PSD)
7. Mircea-Titus Dobre – USL (PSD)
8. Manuela Mitrea - USL (PSD)
9. Remus Florinel Cernea - USL (PSD)
10. Mădălin Ștefan Voicu - USL (PSD)

Mandate suplimentare
1. Mihai Tararache - PPDD
3. Andrei-Răzvan Condurățeanu - PPDD
9. Dănuț Culețu - ARD (FC)
10. Florin Gheorghe - ARD (PDL)
Senat
1. Puiu Hașotti - USL (PNL)
2. Nicolae Moga - USL (PSD)
3. Alexandru Mazăre - USL (PSD)
4. Mircea Marius Banias - USL (PC)

Mandate suplimentare
2. Marian Vasiliev - PPDD
4. Gigi Christian Chiru - ARD (PDL)

## Covasna
Camera Deputaților
1. Attila Markó - UDMR
2. Árpád-Francisc Márton - UDMR
3. László-Ődőn Fejér - UDMR
4. Horia Grama - USL (PSD)

Senat
1. László-Attila Klárik - UDMR
2. Gergely Olosz - UDMR

Mandat suplimentar
2. Marius Lucian Obreja - USL (PNL)

## Dâmbovița
Camera Deputaților
1. Vasile Horga - USL (PNL)
2. Rovana Plumb - USL (PSD)
3. Ion Stan - USL (PSD)
4. Ion Pârgaru - USL (PNL)
5. Zisu Stanciu - USL (PSD)
6. Georgică Dumitru - USL (PC)
7. Ionuț-Cristian Săvoiu - USL (PSD)
8. Carmen Ileana Moldovan – USL (PSD)

Mandate suplimentare
4. Florin Aurelian Popescu - ARD (PDL)
4. Radu Mihai Popa - PPDD
8. Iulian Vladu - ARD (PDL)
Senat
1. Leonardo Badea - USL (PSD)
2. Sorin-Ștefan Roșca-Stănescu - USL (PNL)
3. Valentin Gigel Calcan - USL (PSD)

Mandat suplimentar
3. Marius Ovidiu Isăilă - ARD (PDL)

## Dolj
Camera Deputaților
1. Constantin-Cosmin Enea - USL (PNL)
2. Nicolae Vasilescu - USL (PSD)
3. Ionuț-Marian Stroe - USL (PNL)
4. Florentin Gust-Băloșin - USL (PSD)
5. Petre Petrescu - USL (PSD)
6. Iulian Claudiu Manda - USL (PSD)
7. Mihai-Alexandru Voicu - USL (PNL)
8. Daniel Iane - USL (PNL)
9. Valeriu-Ștefan Zgonea - USL (PSD)
10. Ion Călin - USL (PSD)

Mandate suplimentare
1. Gheorghe Nețoiu - PPDD
2. Constantin Dascălu - ARD (PDL)
8. Ștefan-Bucur Stoica - ARD (PDL)
Senat
1. Cristiana Irina Anghel - USL (PC)
2. Mihai-Viorel Fifor - USL (PSD)
3. Florea Voinea - USL (PSD)
4. Mario-Ovidiu Oprea - USL (PNL)
5. Mircea Dan Geoană - USL (PSD)

Mandate suplimentare
1. Mărinică Dincă - ARD (PDL)
1. Antonie Solomon - PPDD

## Galați
Camera Deputaților
1. Victor Paul Dobre - USL (PNL)
2. Laurențiu Chirvăsuță - USL (UNPR)
3. George Scarlat - USL (PNL)
4. Viorel Ștefan - USL (PSD)
5. Dan Nica - USL (PSD)
6. Florin-Costin Pâslaru - USL (PSD)
7. Lucreția Roșca - USL (PSD)
8. Liviu-Bogdan Ciucă - USL (PC)
9. Aurel Nechita - USL (PSD)

Mandate suplimentare
2. Mircea-Nicu Toader - ARD (PDL)
3. Eugen Chebac - PPDD
Senat
1. Ionel Daniel Butunoi - USL (PSD)
2. Gheorghe Saghian - USL (PSD)
3. Paul Ichim - USL (PNL)
4. Eugen Durbacă - USL (PC)

Mandat suplimentar
1. Nicolae Marin - PPDD

## Giurgiu
Camera Deputaților
1. Florian Nicolae - USL (PSD)
2. Marin Anton - USL (PNL)
3. Ioan Viorel Teodorescu - USL (PNL)
4. Daniel Chițoiu - USL (PNL)

Mandat suplimentar
3. Liliana Ciobanu - PPDD
Senat
1. Niculae Bădălău - USL (PSD)
2. Lucian Iliescu - USL (PNL)

## Gorj
Camera Deputaților
1. Răzvan Rotaru - PPDD
2. Mihai Weber - USL (PSD)
3. Scarlat Iriza - USL (PSD)
4. Camelia Khraibani - USL (PSD)
5. Vasile Popeangă - USL (PSD)
6. Victor Ponta - USL (PSD)

Mandate suplimentare
1. Ion Cupă - ARD (PDL)
5. Niculina Mocioi - PPDD
Senat
1. Dumitru-Dian Popescu - USL (PNL)
2. Toni Greblă - USL (PSD)

Mandat suplimentar
1. Tudor Barbu - PPDD

## Harghita
Camera Deputaților
1. Attila Korodi – UDMR
2. Hunor Kelemen – UDMR
3. Istvan Antal – UDMR
4. Iosif Moldovan – UDMR
5. Mircea Dușa - USL (PSD)

Senat
1. Barna Tánczos - UDMR
2. Attila Verestoy - UDMR

## Hunedoara
Camera Deputaților
1. Laurențiu Nistor - USL (PSD)
2. Natalia-Elena Intotero - USL (PSD)
3. Dan-Radu Rușanu - USL (PNL)
4. Cornel-Cristian Resmeriță - USL (PSD)
5. Monica-Maria Iacob-Ridzi - PPDD
6. Radu Bogdan Țîmpău - USL (PNL)
7. Eleonora-Carmen Hărău - USL (PNL)

Mandat suplimentar
6. Mircia Muntean - ARD (PDL)
Senat
1. Vasile Cosmin Nicula - USL (PSD)
2. Dorin Păran - USL (PNL)
3. Mariana Câmpeanu - USL (PNL)

Mandat suplimentar
1. Haralambie Vochițoiu - PPDD

## Ialomița
Camera Deputaților
1. Cristiana-Ancuța Pocora - USL (PNL)
2. Marian Neacșu - USL (PSD)
3. Mihăiță Găină - USL (PSD)
4. Aurelian Ionescu - USL (PC)

Mandate suplimentare
1. Mario-Ernest Caloianu - PPDD
4. Tinel Gheorghe - ARD (PDL)
Senat
1. Marian Pavel - USL (PSD)
2. Ion Toma - USL (UNPR)

Mandat suplimentar
1. Ștefan Stoica - PPDD

## Iași
Camera Deputaților
1. Corneliu-Mugurel Cozmanciuc - USL (PNL)
2. Relu Fenechiu - USL (PNL)
3. Constantin Adăscăliței - USL (PSD)
4. Vasile Mocanu - USL (PSD)
5. Neculai Rățoi - USL (PSD)
6. Anghel Stanciu - USL (PSD)
7. Costel Alexe - USL (PNL)
8. Gheorghe Emacu - USL (UNPR)
9. Cristina Nichita - USL (PSD)
10. Sorin-Avram Iacoban - USL (PSD)
11. Grigore Crăciunescu - USL (PNL)
12. Anton Doboș - USL (PNL)

Mandate suplimentare
3. Petru Movilă - ARD (PDL)
8. Camelia-Margareta Bogdănici - ARD (PDL)
9. Vasile-Daniel Oajdea - PPDD
12. Viorel-Ionel Blăjuț - PPDD
Senat
1. Varujan Vosganian - USL (PNL)
2. Sorin Constantin Lazăr - USL (PSD)
3. Florin Constantinescu - USL (PSD)
4. Mihaela Popa - USL (PNL)
5. Marin Burlea - USL (PNL)

Mandate suplimentare
1. Ionel Agrigoroaei - PPDD
5. Dumitru Oprea - ARD (PDL)

## Ilfov
Camera Deputaților
1. Radu Stroe - USL (PNL)
2. Ninel Peia - USL (PSD)
3. Hubert Petru Ștefan Thuma - USL (PNL)
4. Eduard-Raul Hellvig - USL (PNL)

Mandat suplimentar
3. Ștefan Burlacu - PPDD
Senat
1. Gabriela Firea - USL (PSD)
2. Nicolae Nasta - USL (PNL)

## Maramureș
Camera Deputaților
1. Mircea Dolha - USL (PNL)
2. Florin-Cristian Tătaru - USL (PSD)
3. Călin-Vasile-Andrei Matei - USL (PSD)
4. Mircea Man - ARD (PDL)
5. Gheorghe Șimon - USL (PSD)
6. Cornelia Negruț - USL (PC)
7. Vasile Berci - USL (PNL)

Mandate suplimentare
1. Istvan Bonis – UDMR
5. Nuțu Fonta - PPDD
Senat
1. Liviu Titus Pașca - USL (PNL)
2. Marius-Sorin-Ovidiu Bota - USL (PSD)
3. Liviu Marian Pop - USL (PSD)

Mandat suplimentar
1. Mihai-Ciprian Rogojan - ARD (PDL)

## Mehedinți
Camera Deputaților
1. Rodin Traicu - USL (PSD)
2. Petre Daea - USL (PSD)
3. Viorel Palașcă - USL (PNL)
4. Marius Manolache - USL (PSD)

Mandat suplimentar
1. Mihai Stănișoară - ARD (PDL)
Senat
1. Șerban Nicolae - USL (PSD)
2. Tudor Alexandru Chiuariu - USL (PNL)

Mandat suplimentar
1. Marius Bălu - ARD (PDL)

## Mureș
Camera Deputaților
1. Karoly Kerekes – UDMR
2. Corneliu-Florin Buicu - USL (PSD)
3. Attila Kelemen – UDMR
4. Ionaș-Florin Urcan - ARD (PDL)
5. Laszlo Borbely – UDMR
6. Cristian-George Sefer - PPDD
7. Ioan-Cristian Chirteș - USL (PNL)
8. Vasile-Ghiorghe Gliga - USL (PSD)

Senat
1. Emil-Marius Pașcan - ARD (PDL)
2. Bela Marko - UDMR
3. Akos-Daniel Mora - USL (PNL)
4. Petru Alexandru Frătean - USL (PSD)

## Neamț
Camera Deputaților
1. Vasile-Cătălin Drăgușanu - USL (PC)
2. Vlad Marcoci - USL (PSD)
3. Liviu Harbuz - USL (PSD)
4. Elena-Gabriela Udrea - ARD (PDL)
5. Ioan Munteanu - USL (PSD)
6. Dorinel Ursărescu - USL (PNL)
7. Ionel Arsene - USL (PSD)
8. Marian Enache - USL (UNPR)

Mandate suplimentare
2. Mihaela Stoica - ARD (PDL)
3. Constantin Moisii - PPDD
Senat
1. Nazare Eugen Țapu - USL (PNL)
2. Ioan Chelaru - USL (PSD)
3. Octavian-Liviu Bumbu - USL (UNPR)

Mandat suplimentar
2. Leonard Cadăr - ARD (PDL)

## Olt
Camera Deputaților
1. Constantin-Stelian-Emil Moț - USL (PSD)
2. Daniel-Ionuț Bărbulescu - USL (PSD)
3. Florin Iordache - USL (PSD)
4. Virgil Delureanu - USL (PSD)
5. Dan Ciocan - USL (PSD)
6. Gigel-Sorinel Știrbu - USL (PNL)
7. Alexandru Stănescu - USL (PSD)

Mandate suplimentare
5. Dumitru Niculescu - PPDD
7. Luminița-Pachel Adam - PPDD
Senat
1. Darius-Bogdan Vâlcov - USL (PSD)
2. Mihai Niță - USL (PC)
3. Dan Coman Șova - USL (PSD)

Mandat suplimentar
2. Teiu Păunescu - PPDD

## Prahova
Camera Deputaților
1. Mircea Roșca - USL (PNL)
2. Virgil Guran - USL (PNL)
3. Grațiela-Leocadia Gavrilescu - USL (PNL)
4. Sebastian-Aurelian Ghiță - USL (PSD)
5. Sorin Teju - USL (PNL)
6. Dragoș-Ionel Gunia - ARD (PDL)
7. Alexandri Nicolae - USL (PNL)
8. Vlad-Alexandru Cosma - USL (PSD)
9. George Ionescu - ARD (PDL)
10. Ion Eparu - USL (PSD)
11. Paul Dumbrăvanu - USL (PNL)
12. Andrei-Valentin Sava - USL (PSD)

Mandate suplimentare
6. Răzvan-Ionuț Tănase - PPDD
10. Gabriela-Lola Anghel - PPDD
11. Roberta-Alma Anastase - ARD (PDL)
Senat
1. Georgică Severin - USL (PSD)
2. Daniel Savu - USL (PSD)
3. Ion Luchian - USL (PNL)
4. Ștefan-Radu Oprea - USL (PSD)
5. Augustin Constantin Mitu - USL (PSD)

Mandate suplimentare
3. Dan Aurel Ioniță - PPDD
5. Andrei-Liviu Volosevici - ARD (PDL)

## Satu Mare
Camera Deputaților
1. Maria-Andreea Paul - ARD (PDL)
2. Ovidiu-Ioan Silaghi - USL (PNL)
3. Octavian Petric - USL (PSD)
4. Istvan Erdei-Doloczki – UDMR
5. Kereskényi Gábor – UDMR

Senat
1. Valer Marian - USL (PSD)
2. Csaba Pataki - UDMR

## Sălaj
Camera Deputaților
1. Lucian Bode - ARD (PDL)
2. Denes Seres – UDMR
3. Iuliu Nosa - USL (PSD)
4. Gheorghe-Mirel Taloș - USL (PNL)

Senat
1. Alexandru Vegh - UDMR
2. Gheorghe Pop - USL (PSD)

## Sibiu
Camera Deputaților
1. Ioan Tămâian - USL (PNL)
2. Raluca Turcan - ARD (PDL)
3. Gheorghe Roman - USL (PSD)
4. Ioan Axente - USL (PSD)
5. Gheorghe Frăticiu - USL (PSD)
6. Mircea-Vasile Cazan - USL (PNL)

Mandat suplimentar
4. Iacob Pușcaș - PPDD
Senat
1. Sorin Ilieșiu - USL (PNL)
2. Viorel Arcaș - USL (PSD)
3. Nicolae Neagu - USL (PNL)

Mandat suplimentar
1. Ion Ariton - ARD (PDL)

## Suceava
Camera Deputaților
1. Ștefan-Alexandru Băișanu - USL (PNL)
2. Ioan Bălan - ARD (PDL)
3. Gavril Mîrza - USL (PSD)
4. Eugen Uricec - USL (PSD)
5. Ioan Stan - USL (PSD)
6. Constantin Galan - USL (PNL)
7. Ovidiu-Cristian Iane - USL (PSD)
8. Eugen Bejinariu - USL (PSD)
9. Dumitru Pardău - USL (PNL)
10. Iulian-Radu Surugiu - USL (PNL)

Mandate suplimentare
1. Sanda-Maria Ardeleanu - ARD (PDL)
9. Cezar Cioată - PPDD
Senat
1. Neculai Bereanu - USL (PSD)
2. Gheorghe Flutur - ARD (PDL)
3. Ovidiu Liviu Donțu - USL (PSD)
4. Neagu Mihai - USL (PC)

Mandat suplimentar
1. Vasilica Steliana Miron - PPDD

## Teleorman
Camera Deputaților
1. Elena Cătălina Ștefănescu - USL (PSD)
2. Adrian Constantin Simionescu - USL (PSD)
3. Liviu Dragnea - USL (PSD)
4. Valentin Gabriel Boboc - USL (PSD)
5. Florică Ică Calotă - USL (PNL)
6. Marin Almăjanu - USL (PNL)

Mandate suplimentare
3. Constantin-Alin Bucur - PPDD
4. Lucian Militaru - ARD (PDL)
Senat
1. Nicolae Mohanu - USL (PSD)
2. Crin Antonescu - USL (PNL)
3. Timotei Stuparu - USL (PSD)

Mandat suplimentar
1. Florinel Dumitrescu - PPDD

## Timiș
Camera Deputaților
1. Horia Cristian - USL (PNL)
2. Sorin Mihai Grindeanu - USL (PSD)
3. Maria Grapini - USL (PC)
4. Ion Răducanu - USL (UNPR)
5. Alin Augustin Florin Popoviciu - ARD (PDL)
6. Cătălin Tiuch - USL (PSD)
7. Sorin Constantin Stragea - USL (PSD)
8. Petru Andea - USL (PSD)
9. Dorel Covaci - USL (PSD)
10. Gheorghe Ciobanu - USL (PSD)

Mandate suplimentare
1. Cornel-Mircea Sămărtinean - ARD (PDL)
2. Zsolt Molnar - UDMR
8. Adrian-Nicolae Diaconu - PPDD
Senat
1. Ben-Oni Ardelean - USL (PNL)
2. Petru Ehegartner - USL (PNL)
3. Matei Suciu - USL (PSD)
4. Ilie Sârbu - USL (PSD)

Mandate suplimentare
3. Vasile Blaga - ARD (PDL)
4. Ioan Iovescu - PPDD

## Tulcea
Camera Deputaților
1. Neviser Zaharcu - USL (PSD)
2. Marian Avram - USL (PSD)
3. Octavian-Marius Popa - USL (PNL)
4. Ion Bălan - USL (PSD)

Mandate suplimentare
1. Vasile Gudu - ARD (PDL)
2. Liviu Codîrlă - PPDD
Senat
1. Octavian Motoc - USL (PNL)
2. Trifon Belacurencu - USL (PSD)

## Vaslui
Camera Deputaților
1. Victor Cristea - USL (PSD)
2. Dan Bordeianu - USL (PNL)
3. Florin Ciurariu - USL (PNL)
4. Adrian Solomon - USL (PSD)
5. Ana Birchall - USL (PSD)
6. Toader Dima - USL (PSD)
7. Irinel Ioan Stativă - USL (PSD)

Mandate suplimentare
4. Tudor Ciuhodaru - PPDD
7. Sergiu-Constantin Vizitiu - ARD (PDL)
Senat
1. Doina Silistru - USL (PSD)
2. Gabriela Crețu - USL (PSD)
3. Nelu Tătaru - USL (PNL)

Mandat suplimentar
3. Dan Mihai Marian - ARD (PDL)

## Vâlcea
Camera Deputaților
1. Traian Dobrinescu - USL (PNL)
2. Constantin Rădulescu - USL (PSD)
3. Constantin Mazilu - USL (UNPR)
4. Vasile Bleotu - USL (PSD)
5. Cristian Buican - USL (PNL)
6. Aurel Vlădoiu - USL (PSD)

Mandate suplimentare
1. Romeo Rădulescu - ARD (PDL)
4. Ion Cristinel Marian - PPDD
Senat
1. Laurențiu Florian Coca - USL (PSD)
2. Remus Daniel Nițu - USL (PNL)
3. Marin Adrănel Cotescu - USL (PNL)

Mandat suplimentar
1. Florinel Butnaru - PPDD

## Vrancea
Camera Deputaților
1. Nicolae-Ciprian Nica - USL (PSD)
2. Angel Tîlvăr - USL (PSD)
3. Nini Săpunaru - USL (PNL)
4. Miron-Tudor Mitrea - USL (PSD)
5. Laurențiu Țigăeru Roșca - USL (PNL)
6. Victor Roman - USL (PSD)

Mandate suplimentare
5. Neagu Murgu - PPDD
6. Florin Mihail Secară - ARD (PDL)
Senat
1. Petru Filip - USL (PSD)
2. Cristian Sorin Dumitrescu - USL (PSD)

## Municipiul București
Camera Deputaților
1. Gheorghe Vlad Nistor - USL (PNL)
2. Adriana Diana Tușa - USL (PNL)
3. Ludovic Orban - USL (PNL)
4. Daniel Tudorache - USL (PSD)
5. Dumitru-Iulian Popescu - USL (UNPR)
6. Rodica Nassar - USL (PSD)
7. Violeta Tudorie - USL (PSD)
8. Octavian Bot - USL (PNL)
9. Daniel-Stamate Budurescu - USL (PNL)
10. Florin-Alexandru Alexe - USL (PNL)
11. Gheorghe-Eugen Nicolăescu - USL (PNL)
12. Raluca-Cristina Ispir - USL (PNL)
13. Ioan Vulpescu - USL (PSD)
14. Gabriela-Maria Podașcă - USL (PSD)
15. Adrian-Alin Petrache - USL (PSD)
16. Claudiu-Andrei Tănăsescu - USL (PC)
17. Mihai-Bogdan Diaconu - USL (PSD)
18. Nicolae Bănicioiu - USL (PSD)
19. Dinu Giurescu - USL (PC)
20. Dumitru Chiriță - USL (PSD)
21. Georgian Pop - USL (PSD)
22. Alina-Ștefania Gorghiu - USL (PNL)
23. Oana Niculescu-Mizil-Ștefănescu-Tohme - USL (PSD)
24. Mihai-Răzvan Sturzu - USL (PSD)
25. George Becali  - USL (PNL)
26. Răzvan Horia Mironescu - USL (PNL)
27. Damian Florea - USL (PC)
28. Ion-Bogdan Mihăilescu - USL (PSD)

Mandate suplimentare
4. Costică Canacheu - ARD (PDL)
6. Ioan Mihăilă - ARD (PNȚCD)
6. Ovidiu-Ioan Dumitru - PPDD
8. Dan-Cristian Popescu - ARD (FC)
9. Theodor Paleologu - ARD (PDL)
19. Cătălin-Daniel Fenechiu - PPDD
20. Romeo Florin Nicoară - PPDD
24. Florian Daniel Geantă - ARD (PDL)
25. Gheorghe Udriște - ARD (PDL)
Senat
1. Titus Corlățean -USL (PSD)
2. Călin Popescu-Tăriceanu - USL (PNL)
3. Gabriel Oprea - USL (UNPR)
4. Dumitru Pelican - USL (PC)
5. Daniel Constantin Barbu - USL (PNL)
6. Ecaterina Andronescu - USL (PSD)
7. Victor Ciorbea - USL (PNL)
8. Dan Voiculescu - USL (PC)
9. Cătălin Croitoru - USL (PSD)
10. Florian Popa - USL (PSD)
11. Corneliu Dobrițoiu - USL (PNL)
12. Gabriel Mutu - USL (PSD)

Mandate suplimentare
4. Anca Daniela Boagiu - ARD (PDL)
5. Cristian Rădulescu - ARD (PDL)
12. Valeriu Todirașcu - ARD (PNȚCD)
12. Florina Ruxandra Jipa - PPDD

## Străinătate (CE 43)
Camera Deputaților
1. Aurelian Mihai - PPDD
2. Eugen Tomac - ARD (PDL)
3. Mircea Lubanovici - ARD (PDL)
4. Ovidiu Alexandru Raețchi - USL (PC)

Senat
1. Viorel Riceard Badea - ARD (PDL)
2. Adrian Anghel - USL (PSD)

## Minorități Naționale
Camera Deputaților
1. Ovidiu Victor Ganț – Forumul Democrat al Germanilor din România
2. Niculae Mircovici – Uniunea Bulgară din Banat
3. Adrian Merka – Uniunea Democratică a Slovacilor și Cehilor
4. Ghervazen Longher – Uniunea Polonezilor din România
5. Giureci-Slobodan Ghera – Uniunea Croaților
6. Miron Ignat – Comunitatea Rușilor Lipoveni
7. Varol Amet – Uniunea Democrată a Turco-Tătarilor
8. Nicolae Păun – Asociația Partida Romilor „Pro-Europa”
9. Slavomir Gvozdenovici – Uniunea Sârbilor
10. Ion Marocico – Uniunea Ucrainenilor
11. Ionel Stancu – Asociația Macedonenilor
12. Dragoș Gabriel Zisopol – Uniunea Elenă
13. Oana Manolescu – Asociația Liga Albanezilor
14. Iusein Ibram – Uniunea Democrată Turcă
15. Gheorghe Firczak – Uniunea Culturală a Rutenilor
16. Aurel Vainer - Federația Comunităților Evreiești din România
17. Varujan Pambuccian - Uniunea Armenilor din România
18. Mircea Grosaru - Asociația Italienilor din România}}]] - RO.AS.IT